# Constantin Budescu
Constantin Budescu (n. 19 februarie 1989, Urziceni, Ialomița, România) este un fotbalist român, care joacă pe post de mijlocaș ofensiv la Gloria Buzău în SuperLiga României. Pe plan internațional, are prezențe la națională pentru România.

## Carieră

### Juniorat
Constantin Budescu a fost remarcat la Cupa Moș Crăciun de unul dintre foștii maseuri ai Petrolului, Răduță Gheoca. La 12 ani, Budescu rupea plasele porților adverse și dădea câte 13 goluri pe meci, în partide pe care echipa sa le câștiga cu scorul de 15-0. De la Rapid Sălciile, prima lui echipă, juniorul a fost transferat de Petrolul.

### Petrolul Ploiești
În 2007 a debutat în Liga a II-a pentru Petrolul. Treptat acesta s-a impus ca titular în prima echipă. Având evoluții foarte bune, Budescu a atras atenția unor cluburi importante din Liga I, printre care Rapid, Politehnica sau Brașov. În 2009, după transferul lui Laurențiu Marinescu la Unirea Urziceni, preia de la acesta tricoul cu numărul 10.

### Astra Giurgiu
În 2011, el a fost transferat la rivala locală a Petrolului, Astra Ploiești, care s-a mutat un an mai târziu în Giurgiu, transformându-se în Astra Giurgiu. La 21 iulie 2013, în urma unui meci în Liga I cu Viitorul Constanța, Budescu a realizat primul său hat-trick, devenind primul golgheter al sezonului 2013-2014. La prima calificare a Astrei în Europa League, la meciul retur cu Omonia Nicosia din 25 iulie 2013, el a reușit să marcheze două goluri, calificând-o pe Astra în turul 3 preliminar, în condițiile în care clubul giurgiuvean era într-o inferioritate numerică în fața ciprioților. Căpitan al Astrei în finala Cupei disputată împotriva Stelei, transformă, cu siguranță, penalty-ul decisiv care aduce primul trofeu în vitrina Astrei, Cupa României, ediția 2013-2014.

### Echipa națională de tineret
În 2010, selecționerul echipei naționale de tineret, Emil Săndoi, l-a convocat pentru barajul de calificare la Campionatul European U21, fiind singurul fotbalist convocat din Liga a II-a.

### Echipa națională
În ianuarie 2013 selecționerul echipei naționale, Victor Pițurcă, l-a convocat pentru turneul amicalul, neoficial, din Spania. Budescu a fost folosit o singură repriză în meciul, pierdut de tricolori, în fața Poloniei, cu scorul de 1-4. Acest turneu nu face parte din calendarul aprobat de FIFA și nu este contabilizat oficial în palmaresul vreunei echipe.
Doi ani mai târziu, a jucat patru meciuri pentru națională în campania de calificare la UEFA Euro 2016, debutând în meciul contra Ungariei, terminat 0–0, în care a  fost rezervă și a intrat în minutul 78. În ultimul meci al campaniei de calificare, disputat în deplasare cu Insulele Feroe, la 11 octombrie 2015, Budescu a înscris două goluri din cele trei marcate de naționala sa, care cu această victorie și-a asigurat locul al doilea în grupă, și prin acesta, calificarea la Campionatul European.

## Palmares
Astra Giurgiu
- Cupa României (1): 2013–14
- Supercupa României (1): 2014

### Statistici
Actualizat la 11 martie 2014.
| Club              | Sezon         | Ligă    | Ligă   | Cupă    | Cupă   | Europa  | Europa | Total   | Total  |
| Club              | Sezon         | Meciuri | Goluri | Meciuri | Goluri | Meciuri | Goluri | Meciuri | Goluri |
| ----------------- | ------------- | ------- | ------ | ------- | ------ | ------- | ------ | ------- | ------ |
| Petrolul Ploiești |               |         |        |         |        |         |        |         |        |
| 2005–06           | 14            | 4       | 1      | 0       | 0      | 0       | 15     | 4       |        |
| 2006–07           | 32            | 7       | -      | -       | 0      | 0       | 32     | 7       |        |
| 2007–08           | 34            | 10      | -      | -       | 0      | 0       | 34     | 10      |        |
| 2008–09           | 27            | 6       | 3      | 1       | 0      | 0       | 30     | 7       |        |
| 2009–10           | 32            | 7       | 0      | 0       | 0      | 0       | 32     | 7       |        |
| 2010–11           | 12            | 7       | 2      | 2       | 0      | 0       | 14     | 9       |        |
| Total             | Total         | 151     | 41     | 6       | 3      | 0       | 0      | 157     | 44     |
| Astra Giurgiu     |               |         |        |         |        |         |        |         |        |
| 2010–11           | 6             | 0       | 1      | 0       | 0      | 0       | 7      | 0       |        |
| 2011–12           | 9             | 0       | 1      | 1       | 0      | 0       | 10     | 1       |        |
| 2012–13           | 26            | 12      | 5      | 3       | 0      | 0       | 31     | 15      |        |
| 2013–14           | 16            | 10      | 3      | 3       | 7      | 4       | 26     | 17      |        |
| Total             | Total         | 57      | 22     | 10      | 7      | 7       | 4      | 74      | 33     |
| Total carieră     | Total carieră | 206     | 61     | 16      | 10     | 7       | 4      | 229     | 75     |